# FFH-Gebiet Küstenlandschaft Bottsand - Marzkamp u. vorgelagerte Flachgründe
Das FFH-Gebiet Küstenlandschaft Bottsand - Marzkamp u. vorgelagerte Flachgründe ist ein NATURA 2000-Schutzgebiet in Schleswig-Holstein im Kreis Plön in den Gemeinden Stein, Wendtorf, Stakendorf und Schwartbuck. Es liegt im Naturraum Probstei und Selenter See-Gebiet (Landschafts-ID 70203), in der Haupteinheit Ostholsteinisches Hügelland. Diese ist wiederum Teil der Naturräumlichen Großregion 2. Ordnung Schleswig-Holsteinisches Hügelland. Das Bundesamt für Naturschutz (BfN) rechnet das FFH-Gebiet in seinem Landschaftssteckbrief zur Landschaft Schleswig-Holsteinische Ostseeküste. Es hat eine Größe von 5483 Hektar und besteht zu 98,36 Prozent aus Meeresfläche.
Die größte Ausdehnung des FFH-Gebietes liegt mit 16,5 Kilometer in Ostwestrichtung. Es reicht von den Sandbänken vor Laboe im Westen bis zum kleinen Binnensee vor dem Strandwall in der Gemeinde Schwartbuck im Osten. Die höchste Erhebung des FFH-Gebietes liegt mit 5 Meter über Normalhöhennull (NHN) am Ostrand des FFH-Gebietes, siehe Karte 1. Es reicht nach Norden bis 4 Kilometer vor die Küste bei der Gemeinde Wisch.
Das FFH-Gebiet besteht laut NATURA 2000-Standard-Datenbogen (SDB) vom Mai 2019 fast vollständig aus der FFH-Lebensraumklasse Meeresgebiete und -arme, siehe Diagramm 1.

## FFH-Gebietsgeschichte und Naturschutzumgebung
Der NATURA 2000-Standard-Datenbogen (SDB) für dieses FFH-Gebiet wurde im Juni 2004 vom Landesamt für Landwirtschaft, Umwelt und ländliche Räume (LLUR) des Landes Schleswig-Holstein erstellt, im September 2004 als Gebiet von gemeinschaftlicher Bedeutung (GGB) vorgeschlagen, im November 2007 von der EU als GGB bestätigt und im Januar 2010 national nach § 32 Absatz 2 bis 4 BNatSchG in Verbindung mit § 23 LNatSchG als besonderes Erhaltungsgebiet (BEG) bestätigt. Der SDB wurde zuletzt im Mai 2019 aktualisiert. Der Managementplan für das Teilgebiet Landflächen wurde am 15. Juli 2016, der für das Teilgebiet Ostseeflächen am 18. Januar 2017 veröffentlicht. Der Managementplan für die Landflächen behandelt auch die Teilgebiete „Bottsand“ und „Ostseeküste zwischen Schmoel und Marzkamp“ des Europäischen Vogelschutzgebietes DE-1530-491 „Östliche Kieler Bucht“.
Innerhalb des FFH-Gebietes liegen die beiden Naturschutzgebiete „Bottsand“ im Westen und „Strandseelandschaft bei Schmoel“ im Osten. Das FFH-Gebiet überschneidet sich im Westen mit dem Landschaftsschutzgebiet „LSG Hagener Au von Probsteierhagen bis zur Einmündung in die Ostsee und Umgebung sowie die Ostseeküste zwischen Laboe und Stein“ und im Osten mit dem „LSG Ostseeküste zwischen Stakendorfer Strand und Hohenfelde und Umgebung“. In der Nähe der Südgrenze liegt das „LSG Probsteier Salzwiesen und Umgebung“ und westlich davon das FFH-Gebiet Hagener Au und Passader See. Seeseitig grenzt das FFH-Gebiet im Nordosten an das HELCOM-Gebiet „Küstenlandschaft Bottsand Marzkamp und vorgelagerte Flachgründe der östlichen Kieler Bucht“. sowie das europäische Vogelschutzgebiet „Östliche Kieler Bucht“.
Das FFH-Gebiet ist weiterhin mit Teilen der Schwerpunktbereiche 241 „Schönberger Niederung mit Naturschutzgebiet Bottsand“ und 242 „Strandseelandschaft bei Schmoel“ Teil des landesweiten Biotopverbundsystems. Für letzteres wurde im März 2020 ein Faltblatt des LLUR veröffentlicht, das auch im Internet zur Verfügung steht.
Mit der Gebietsbetreuung des FFH-Gebietes Küstenlandschaft Bottsand - Marzkamp u. vorgelagerte Flachgründe wurde nach § 20 LNatSchG durch das LLUR bisher keine Institution beauftragt (Stand Dezember 2022).

## FFH-Erhaltungsgegenstand
Laut Standard-Datenbogen vom Mai 2019 sind folgende FFH-Lebensraumtypen (LRT) und Arten als FFH-Erhaltungsgegenstände mit den entsprechenden Beurteilungen zum Erhaltungszustand der Umweltbehörde der Europäischen Union gemeldet worden (Gebräuchliche Kurzbezeichnung (BfN)):
FFH-Lebensraumtypen nach Anhang I der EU-Richtlinie:
- 1140 Vegetationsfreies Schlick-, Sand- und Mischwatt (Gesamtbeurteilung B)[16]
- 1150* Lagunen (Strandseen) (Gesamtbeurteilung B)[17]
- 1160 Flache große Meeresarme und -buchten (Flachwasserzonen und Seegraswiesen)(Gesamtbeurteilung B)[18]
- 1170 Riffe (Gesamtbeurteilung B)[19]
- 1210 Einjährige Spülsäume (Gesamtbeurteilung C)[20]
- 1220 Mehrjährige Vegetation der Geröll-, Kies- und Blockstrände (Gesamtbeurteilung C)[21]
- 1230 Fels- und Steilküsten mit Vegetation (Gesamtbeurteilung C)[22]
- 1330 Atlantische Salzwiesen (Gesamtbeurteilung B)[23]
- 2110 Primärdünen (Gesamtbeurteilung C)[24]
- 2120 Weißdünen mit Strandhafer (Gesamtbeurteilung A)[25]
- 2130* Graudünen mit krautiger Vegetation (Gesamtbeurteilung A)[26]
- 2190 Feuchte Dünentäler (Gesamtbeurteilung B)[27]

Arten gemäß Artikel 4 der Richtlinie 2009/147/EG und Anhang II der Richtlinie 92/43/EWG und diesbezügliche Beurteilung des Gebiets:
- 1351 Schweinswal (Gesamtbeurteilung C)[29]

In den Jahren 2019 und 2021 wurde eine Biotopkartierung der FFH-Lebensraum- und Biotoptypen im FFH-Gebiet durchgeführt. Danach ist der Anteil an Flächen ohne einen FFH-LRT-Status mit knapp acht Zehnteln des FFH-Gebietes größer, als der EU-Umweltagentur im SDB vom Mai 2019 gemeldet, siehe Diagramme 3 und 4 (Stand Januar 2023). Dabei ist zu berücksichtigen, dass die beiden FFH-Lebensraumtypen 1110 Sandbänke mit nur schwacher ständiger Überspülung durch Meerwasser und 1170 Riffe noch nicht in der Biotopkartierung enthalten sind. Deren aktueller Datenstand wird in der  Abteilung 5, Naturschutz und Forst - Dezernat 51 Biodiversität des LLUR verwaltet und als ZIP-Datei der Öffentlichkeit im Datenbankformat zur Verfügung gestellt.

### Teilgebiet NSG Bottsand
Das Teilgebiet NSG Bottsand im Westen des FFH-Gebietes besteht aus einem Nehrungshaken mit einem einjährigen Spülsaum am Ufer der Ostsee und einem zum Meer hin offenen Haff, genannt Bottsand, das von atlantischen Salzwiesen umgeben ist. Dazwischen liegen auf dem Nehrungshaken FFH-Lebensraumtypen der Dünen, in deren Zentrum sich ein feuchtes Dünental befindet. Das Südufer des Bottsands besteht aus dem Yachthafen der Marina Wendtorf und liegt außerhalb des FFH-Gebietes.

### Teilgebiet NSG Strandseelandschaft bei Schmoel
Das Teilgebiet NSG Strandseen bei Schmoel liegt im Osten des FFH-Gebietes und besteht aus vier Strandseen, die von einem zwanzig bis fünfzig Meter breiten Strandwall von der Ostsee getrennt sind. Der Westen des Teilgebietes wird von dem Fließgewässer Scheidebach durchströmt, das dort in die Ostsee mündet. Der nördliche Teil des Teilgebietes wird durch den Scheidebach in die Ostsee entwässert, der östliche Strandsee hat einen eigenen Abfluss in die Ostsee. In Verlängerung des Naturschutzgebietes Richtung Südosten liegt ein weiterer Strandsee außerhalb des Naturschutzgebietes aber innerhalb des FFH-Gebietes Küstenlandschaft Bottsand - Marzkamp u. vorgelagerte Flachgründe, siehe Karte 4. Dieser Bereich wird Moorbrookwiese genannt und ist von einem schmalen Saum vom Lebensraumtyp 1330 Atlantische Salzwiesen umgeben, der gleichzeitig dem Biotoptyp KRs Schilf-Brackwasserröhricht zugerechnet wird (Biotop-Nummer 325946026-411), dem ein Gürtel aus dem Biotoptyp KGf Brackwasser-Flutrasen vorgelagert ist (Biotop-Nummer 325946026-413).

### Teilgebiet Ostseeflächen
Das Teilgebiet Osteeflächen beginnt in der Regel mit dem Ende der in diesem Küstenabschnitt angelegten T-förmigen Bunen und reicht bis zu vier Kilometer in die Ostsee. In diesem Teilbereich befinden sich nur die FFH-Lebensraumtypen 1140 Vegetationsfreies Schlick-, Sand- und Mischwatt, 1160 Flache große Meeresarme und -buchten (Flachwasserzonen und Seegraswiesen) und 1170 Riffe. Diese Flächen bedecken gut ein Viertel der Fläche des gesamten FFH-Gebietes. Auf ganzer Länge zieht sich in unmittelbarer Strandnähe ein knapp einhundert Meter breiter Streifen bestehend aus dem Biotoptyp Seegraswiesen hin. Am Ostrand bei Marzkamp befindet sich in Strandnähe ein Streifen mit Blasentang. Im äußersten Westen bei Neustein ragt aus der Seegraswiese ein schmaler Streifen mit dem FFH-Lebensraumtyp 1140 Vegetationsfreies Schlick-, Sand- und Mischwatt hervor. Zwei weitere Flächen dieser Art liegen vor dem Deich im Naturschutzgebiet Bottsand.
Unter dem Begriff Riffe sind hier die in großer Zahl auf den Sandbänken vorhandenen Findlinge zu verstehen, die Lebensraum für viele Arten von Muscheln und Seesternen darstellen. Deren Zahl war in früheren Zeiten noch wesentlich größer. Bis in die 1970er Jahre wurden diese Findlinge von sogenannten Steinfischern mit Zangengreifern vom Meeresboden geholt, um sie für den Bau von Hafenanlagen zu verwenden.
Das Gebiet ist Überwinterungsgebiet für Eider-, Schell- und Reiherenten. Sie tauchen dort nach Muscheln, die die Findlinge am Sandboden in großer Zahl besiedeln. In den Jahren 2015 bis 2017 wurde im Auftrag des Landesamtes für Landwirtschaft, Umwelt und ländliche Räume des Landes Schleswig-Holstein (LLUR) die Artenvielfalt auf den Findlingen im Mittelgrund und Stollergrund in der Eckernförder Bucht durch Forschungstaucher untersucht. Ziel der Forschungen war es, die in diesem Gebiet vorkommenden FFH-Lebensraumtypen 1110 Sandbänke mit nur schwacher ständiger Überspülung durch Meerwasser und 1170 Riffe besser zu beschreiben und für die Zukunft den Erhaltungszustand dieser FFH-Lebensraumtypen mit kostengünstigen Methoden überwachen zu können.

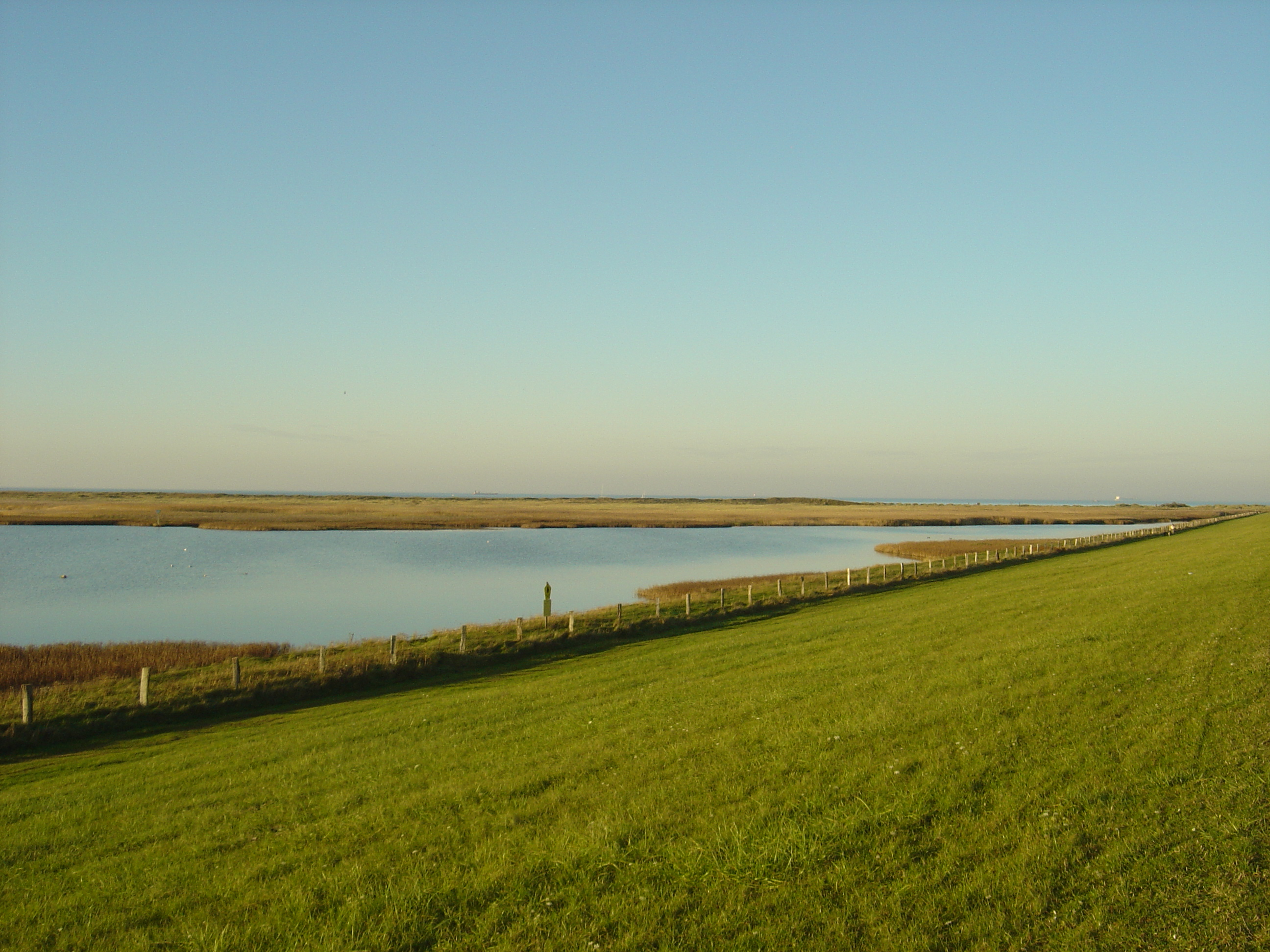
Nordteil des FFH-Teilgebietes NSG Bottsand
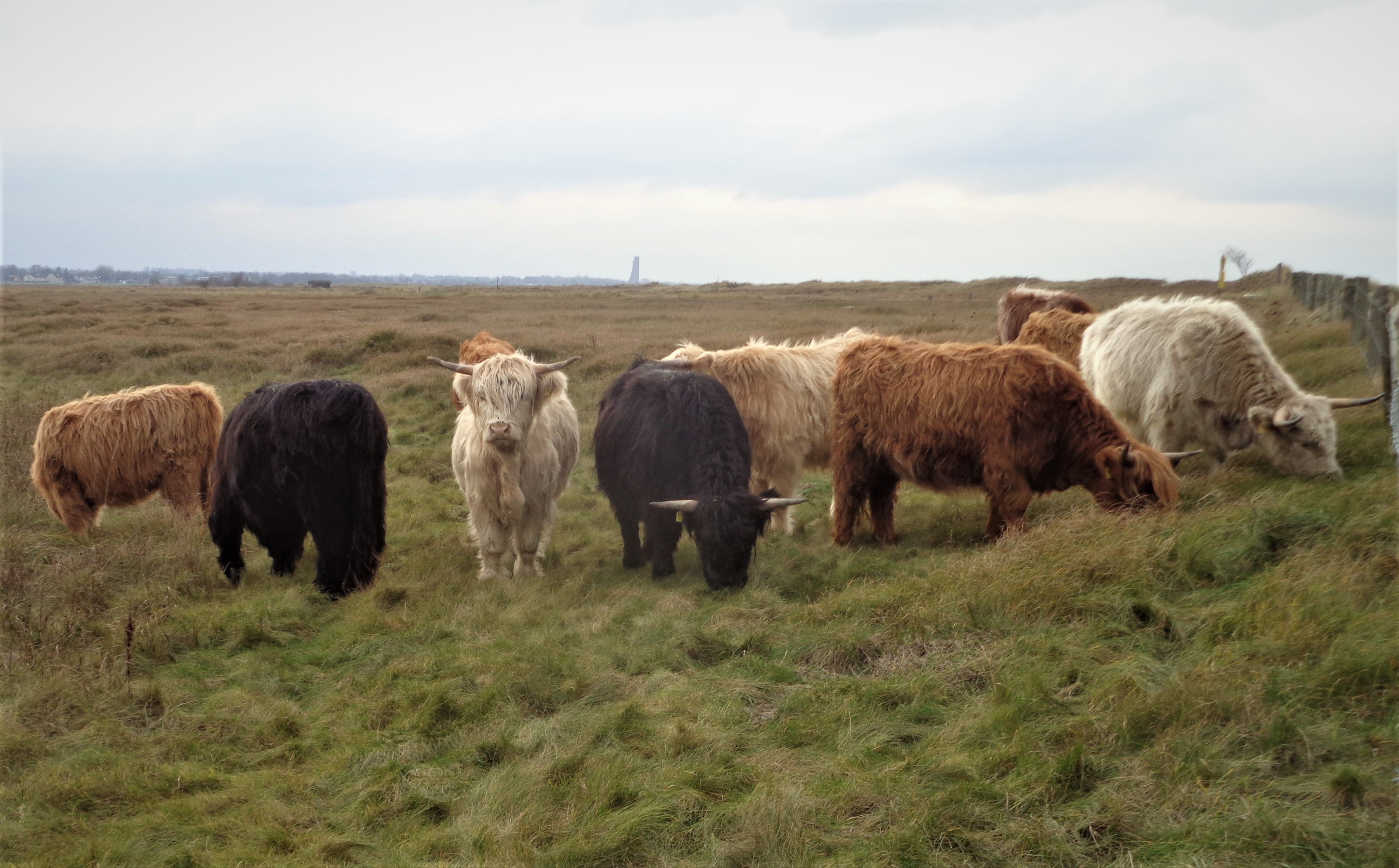
Weiderinder im FFH-Teilgebiet NSG Bottsand
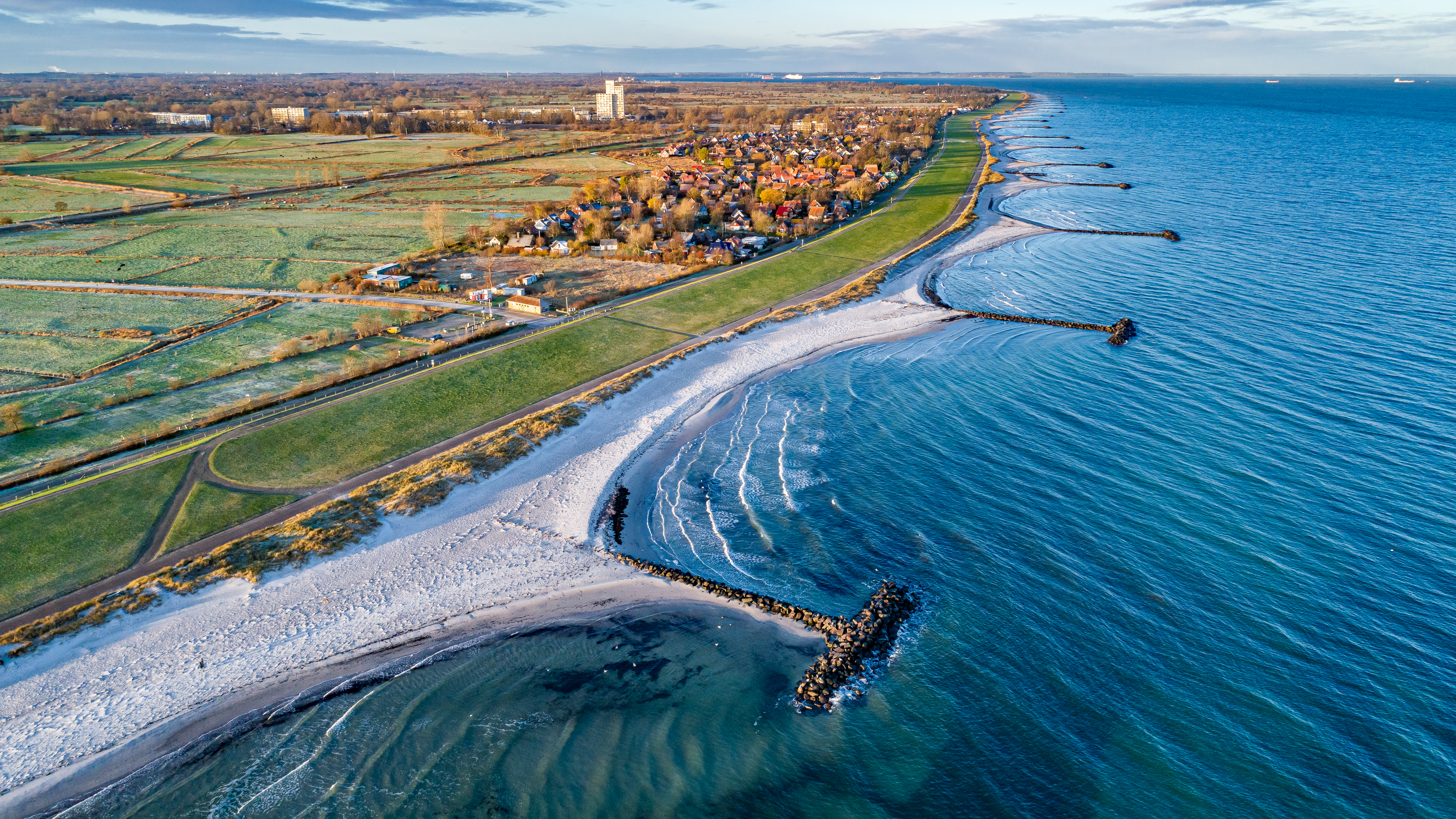
FFH-Teilgebiet Ostseeflächen vor dem Schönberger Strand
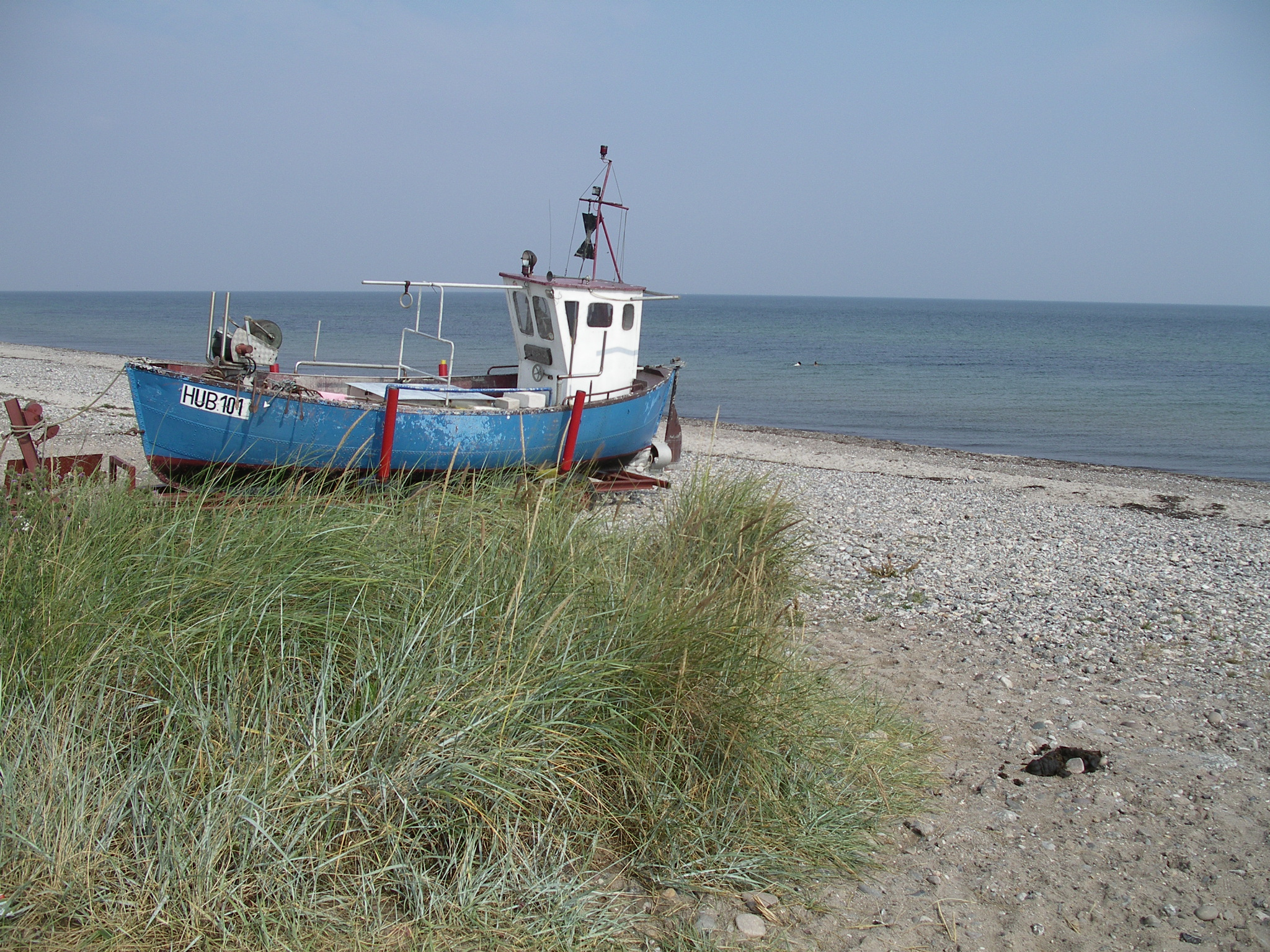
FFH-Teilgebiet NSG Strandseelandschaft bei Schmoel am Stakendorfer Strand
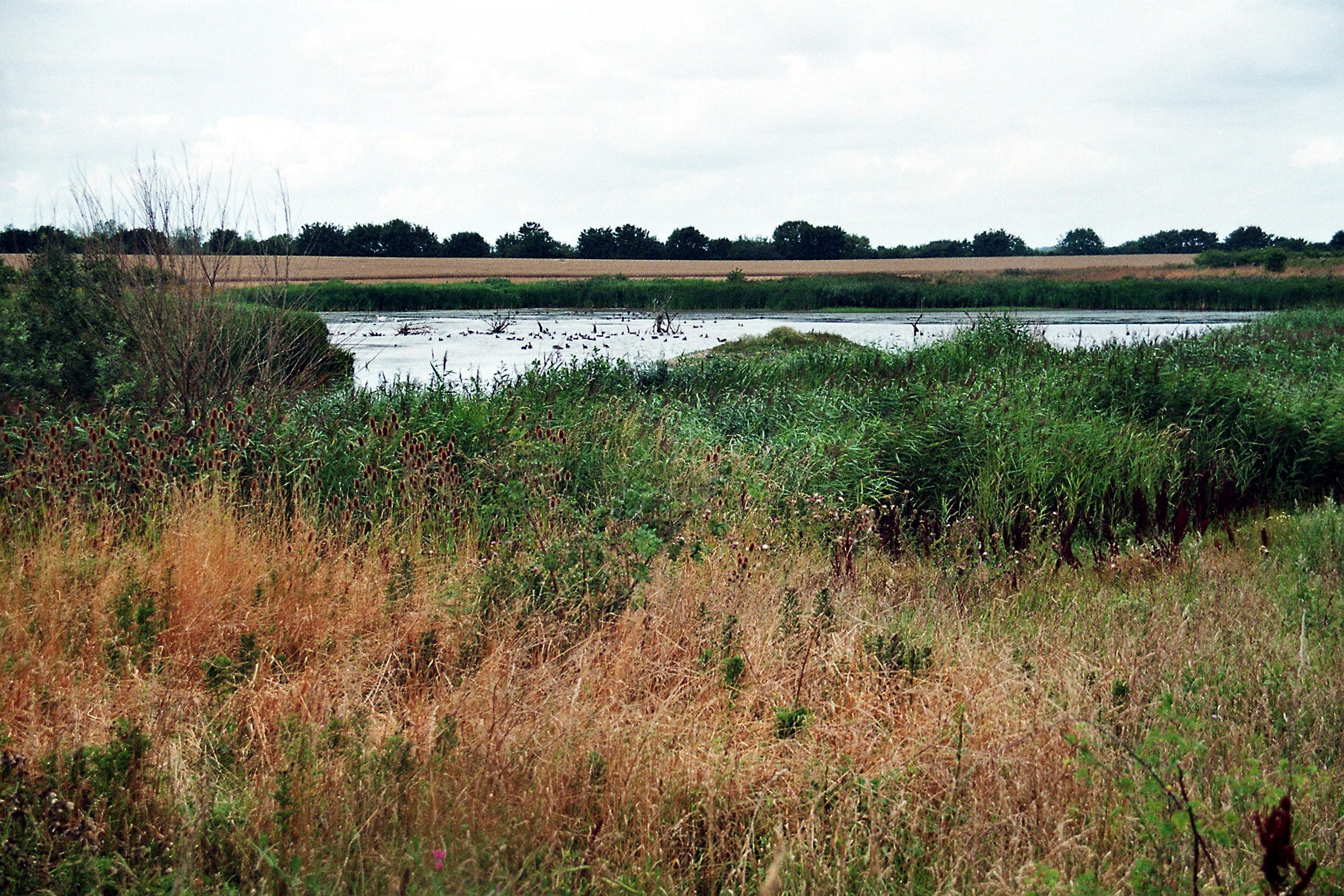
„Moorbrookwiese“ am Ostrand des FFH-Gebietes

## FFH-Erhaltungsziele

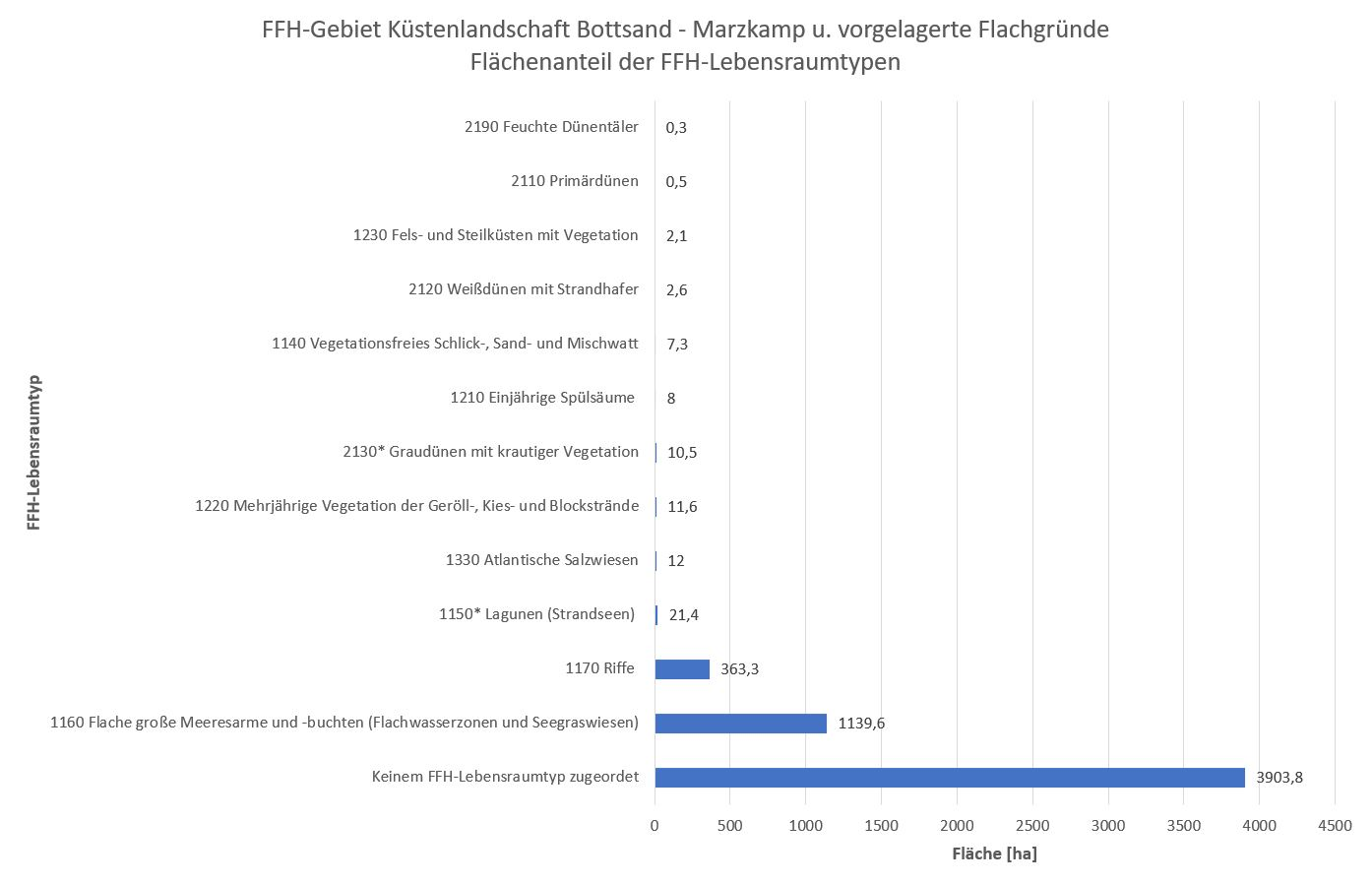
Diagramm 2ː FFH-Lebensraumtypen - Flächenanteil [ha]

Aus den oben aufgeführten FFH-Erhaltungsgegenständen werden als FFH-Erhaltungsziele von besonderer Bedeutung die Erhaltung folgender Lebensraumtypen und Arten im FFH-Gebiet vom Ministerium für Energiewende, Landwirtschaft, Umwelt und ländliche Räume des Landes Schleswig-Holstein erklärt:
- 1140 Vegetationsfreies Schlick-, Sand- und Mischwatt
- 1150* Lagunen (Strandseen)
- 1160 Flache große Meeresarme und -buchten (Flachwasserzonen und Seegraswiesen)
- 1170 Riffe
- 1210 Einjährige Spülsäume
- 1220 Mehrjährige Vegetation der Geröll-, Kies- und Blockstrände
- 1230 Fels- und Steilküsten mit Vegetation2110 Primärdünen
- 1330 Atlantische Salzwiesen
- 2120 Weißdünen mit Strandhafer
- 2130* Graudünen mit krautiger Vegetation
- 2190 Feuchte Dünentäler

Aus den oben aufgeführten FFH-Erhaltungsgegenständen werden als FFH-Erhaltungsziele von Bedeutung die Erhaltung folgender Lebensraumtypen und Arten im FFH-Gebiet vom Ministerium für Energiewende, Landwirtschaft, Umwelt und ländliche Räume des Landes Schleswig-Holstein erklärt:
- 1351 Schweinswal

Damit sind alle FFH-Erhaltungsgegenstände als FFH-Erhaltungsziele übernommen worden.

## FFH-Analyse und Bewertung
Das Kapitel FFH-Analyse und Bewertung im Managementvermerk beschäftigt sich unter anderem mit den aktuellen Gegebenheiten des FFH-Gebietes und den Hindernissen bei der Erhaltung und Weiterentwicklung der FFH-Lebensraumtypen und Arten. Die Ergebnisse fließen in den FFH-Maßnahmenkatalog ein.
Die im FFH-Gebiet ausgewiesenen FFH-LRT-Flächen haben fast ausschließlich eine gute Gesamtbewertung im SDB erhalten, siehe Diagramm 4. Hierbei handelt es sich fast ausschließlich um die FFH-Lebensraumtypen des Meeres. Von den Landflächen sind die mit den FFH-Lebensraumtypen Weiß- und Graudünen sogar als „ausgezeichnet“ (A) eingestuft.
Während die Meeresflächen des FFH-Gebietes sich als Bundeswasserstraße im Besitz der Bundesrepublik Deutschland befinden, sind die Landflächen auf mehrere institutionelle und private Eigentümer verteilt, siehe Diagramm 5.
Im Naturschutzgebiet „Strandseelandschaft bei Schmoel“, das zum FFH-Gebiet gehört, wurden zwischen den Eigentümern und dem Landesamt für Landwirtschaft, Umwelt und ländliche Räume des Landes Schleswig-Holstein Verträge nach dem Muster „Weidewirtschaft Moor ohne Düngung“ abgeschlossen (Stand Januar 2023).
Das FFH-Gebiet wird stark touristisch genutzt. Allein zwölf Campingplätze befinden sich in unmittelbarer Nähe. Neben der Strandnutzung ist es ein beliebtes Segelrevier. Im Westen des Gebietes findet mit der Kieler Woche jedes Jahr das größte Segelsportereignis der Welt statt. In unmittelbarer Nähe befinden sich die Fährlinien von Kiel nach Norwegen, Schweden und Litauen. Kiel ist mit jährlich steigender Zahl das Ziel vieler Kreuzfahrtschiffe. Diese stellen durch ihre Geräuschkulisse eine Beeinträchtigung des Lebensraums der Schweinswale dar. Eine besondere Gefahr für den Schweinswal und Tauchenten stellt die Stellnetzfischerei im FFH-Gebiet dar. Die Tiere können sich in den Netzen verfangen und dann ertrinken. Zwischen den Fischereiverbänden und dem Landesamt für Landwirtschaft, Umwelt und ländliche Räume des Landes Schleswig-Holstein (LLUR) wurde im Jahre 2015 eine freiwillige Vereinbarung zum Schutz der Meeressäuger und Tauchenten abgeschlossen. Diese wurde im Jahre 2022 verlängert. Der Nutzen dieser Vereinbarung und der darin festgelegten Maßnahmen wird aber von den Umweltverbänden bezweifelt.
Der Erhaltungszustand der FFH-Lebensraumtyps 1170 Riffe wird im SDB vom Mai 2019 für das FFH-Gebiet mit „ausgezeichnet“ eingestuft.

## FFH-Maßnahmenkatalog
Der FFH-Maßnahmenkatalog im Managementplan des Teilgebietes Landflächen führt neben den bereits durchgeführten Maßnahmen geplante Maßnahmen zur Erhaltung und Entwicklung der FFH-Lebensraumtypen im FFH-Gebiet an. Die Maßnahmen sind zudem in einer Karte für das Teilgebiet Bottsand und einer für das Teilgebiet Strandseelandschaft bei Schmoel und in dreizehn Maßnahmenblättern für das Teilgebiet Bottsand und zwölf Maßnahmenblätter für das Teilgebiet Strandseelandschaft bei Schmoel zur Projektverfolgung tabellarisch erfasst.
Die Besonderheit dieses FFH-Gebietes besteht darin, dass durch die Meeresflächen weitere Auflagen zu deren Schutz im Rahmen von Richtlinien der Europäischen Union zu berücksichtigen sind. Während es für FFH-Gebiete des Binnenlandes neben der FFH-Richtlinie die europäische Wasserrahmenrichtlinie (WRRL) zu beachten gilt, kommen in diesem Fall die EU-Meeresstrategie-Rahmenrichtlinie (MSRL) und als Ostseeanrainer die HELCOM-Vereinbarung hinzu. Für die Umsetzung der MSRL ist als Ziel ein guter Zustand der Ostsee im Jahre 2020 zu erreichen. Dieses Ziel ist ebenso wie die Ziele der WRRL verfehlt worden (Stand Januar 2023).
Schwerpunkte der Maßnahmenː
- Einzäunung der Strandbereiche mit den Nistplätzen der Strandbrüter und Überwachung des Betretungsverbotes in Sommerhalbjahr
- Aufrechterhaltung der Beweidung der Grünlandflächen zur Offenhaltung des Gebietes und Einhegung der Verbuschung
- Beseitigung von Neophyten, wie die Kartoffelrose
- Befahrverbot der Flachwasserbereiche im Bottsand
- Bejagung des Fuchses zum Schutz der Bodenbrüter
- Wiederansiedelung von verschwundenen Arten auf dem Bottsand
- Pflege des Besucherinformationssystems (BIS)

## FFH-Erfolgskontrolle und Monitoring der Maßnahmen
Eine FFH-Erfolgskontrolle und Monitoring der Maßnahmen findet in Schleswig-Holstein alle 6 Jahre statt. Die Ergebnisse des letzten Monitorings wurden noch nicht veröffentlicht (Stand Januar 2023).